# Higo Jōkei
Pour l’article homonyme, voir Jōkei.
Jōkei (定慶), également nommé Higo Jōkei (肥後定慶) ou Jōkei II, était un sculpteur bouddhique membre de l’école Kei, actif durant la première moitié du XIIIe siècle, à l’époque de Kamakura. Sa date de naissance est communément estimée à 1184 et sa date de mort est inconnue.

## Biographie
L’ascendance de Higo Jōkei n’est pas précisément connue, et l’existence d’un autre busshi de l’école Kei portant le même nom ajoute à la confusion ; ils sont communément numérotés par les spécialistes Jōkei I et Jōkei II. Jōkei II ou Higo Jōkei est aussi désigné par les noms de Higo Hokkyō Jōkei (肥後法橋定慶) et Higo Bettō Jōkei (肥後別当定慶) en référence à ses titres de hokkyō (troisième rang parmi les busshi) et de bettō (directeur d’atelier),.
Membre de l’école Kei héritant du réalisme et du dynamisme de la lignée d’Unkei, Higo Jōkei incorpore tout comme Jōkei I des éléments d’inspiration chinoise Song à son art pour former un style personnel et original ; certains de ses travaux portent d’ailleurs une inscription référant à une « école du Sud » (Nanpō ha). Son œuvre la plus connue reste le groupe de six Kannon à échelle humaine en bois brut du Daihōon-ji sculptés entre 1224 et 1226, où les vastes nimbes délicatement sculptées derrière chaque statue témoignent des influences Song, ; il s’agit d’un des rares groupes complets de six Kannon, un thème japonais qui apparaît au Xe siècle en lien avec les Six Voies de l’existence. Parmi ses œuvres encore conservées figurent également une statue de Shaka de 1223, un Bishamonten (un des quatre rois célestes) de 1224, un Shō Kannon de 1226 au Kurama-dera, les deux paires de Niō de 1242 au Sekigan-ji (préfecture de Hyōgo) et de 1256 au Ōzō-ji (préfecture de Gifu),. Il a également collaboré avec Tankei à plusieurs reprises au Tōdai-ji, notamment pour les quatre bouddhas de la pagode de l'est en 1218 et des statues du kōdō (salle de lecture) en 1256, aujourd’hui disparues,.
Higo Jōkei a été chargé de deux commissions en lien avec le shogunat de Kamakura. Son œuvre a une influence tangible sur la sculpture de la seconde moitié du XIIIe siècle.

## Sources et références
1. ↑  (en) Louis Frédéric, Japan encyclopedia, Harvard University Press, 2005 (ISBN 0-674-01753-6, lire en ligne), p. 430
2. 1 2  (en) Hisashi Mōri, Sculpture of the Kamakura period, vol. 11, Weatherhill, coll. « Heibonsha Survey of Japanese Art », 1974 (ISBN 978-0-8348-1017-4), p. 89-92
3. ↑  (en) Laurance P. Roberts, A Dictionary Of Japanese Artists : Painting, Sculpture, Ceramics, Prints, Lacquer, Weatherhill, 2005 (ISBN 978-1-891640-19-3), p. 88
4. 1 2 3 4  (en) Hiromichi Soejima, « Japan, §V: Sculpture > (iv) Kamakura period (1185–1333) », Oxford Art Online, université d’Oxford (consulté le 3 août 2012)
5. ↑  (en) Sherry Fowler, « Travels of the Daihoonji Six Kannon Sculptures », Ars Orientalis, vol. 36,‎ 2006
6. ↑  (en) John H. Martin et Phyllis G. Martin, Kyoto Cultural Guide, Tuttle Publishing, 2002 (ISBN 978-0-8048-3341-7, lire en ligne), p. 285
7. ↑  (en) Rebecca M. Brown et Deborah S. Hutton, A Companion to Asian Art and Architecture, John Wiley & Sons, 2011 (ISBN 978-1-4443-9632-4, lire en ligne), p. 582
8. ↑  (en) Mark Schumacher, Busshi of Japan, Kamakura Era, Unkei & Kaikei Keiha, Zenpa, Jōkei, Others, onmarkproductions.com
9. ↑  (en) Hiromichi Soejima, « Japan, Sculpture, Kamakura Period », dans Jane Turner, The dictionary of Art, vol. 17, Grove’s Dictionaries, 1996 (ISBN 9781884446009), p. 121-126